# Sân bay Trondheim, Værnes
Sân bay Trondheim, Værnes (IATA: TRD, ICAO: ENVA) (tiếng Na Uy: Trondheim lufthavn, Værnes) là một sân bay ở Stjørdal, Nord-Trøndelag, cách Trondheim 35 km về phía đông. Đây là một sân bay vùng quan trọng, phục vụ các hạt Sør-Trøndelag và Nord-Trøndelag. Ngoài ra, sân bay này cũng là trung tâm của phía nam hạt Nordland. Sân bay này thuộc sở hữu và vận hành bởi Avinor cùng với Không lực Na Uy.
Værnes là sân bay lớn thứ 4 ở Na Uy, với 54.954 lượt chuyến máy bay dân sự cất hạ cánh và 3.406.281 lượt khách năm 2007. Có 4 hãng hàng không hoạt động tại đây với 16 tuyến điểm nội địa Na Uy, có 4 hãng bay quốc tế với 9 tuyến điểm, bao gồm chuyến bay hàng ngày nối với Amsterdam, Copenhagen, London và Stockholm. Các hãng thuê bao có 12 tuyến điểm bay thường xuyên. Tuyến điểm quan trọng nhất là Oslo với 33 chuyến mỗi ngày bằng máy bay Boeing 737. Đây là tuyến lớn thứ 9 ở châu Âu.
Sân bay này có 2 nhà ga hành khách. Nhà ga A khai trương năm 1994 và có các ống lồng dẫn khách. Nhà ga cũ khai trương năm 1982 là nhà ga B dùng cho các tuyến quốc tế, hiện đang được nâng cấp.

## Các hãng hàng không và các tuyến điểm

### Tuyến điểm nội địa
- Helitrans (Kristiansund)
- Norwegian Air Shuttle (Bergen, Bodø [starts June 1], Oslo, Tromsø [starts June 1])
- Scandinavian Airlines (Bergen, Bodø, Molde, Oslo, Stavanger, Tromsø, Ålesund)
- Widerøe: (Bodø, Brønnøysund, Harstad/Narvik, Mo i Rana, Mosjøen, Namsos, Rørvik, Sandefjord, Sandnessjøen)

### Tuyến điểm quốc tế
- KLM Royal Dutch Airlines (Amsterdam)
- Norwegian Air Shuttle (Alicante, Dubrovnik [summer], London-Stansted, Malaga, Murcia, Nice, Prague, Riga, Warsaw)
- Scandinavian Airlines (Alicante, Stockholm-Arlanda)
- Widerøe (Copenhagen)

### Các tuyến thuê bao
- Air Europa (Palma de Mallorca)
- Air Via (Burgas)
- BH Air (Burgas)
- EuroCypria (Larnaca)
- Norwegian Air Shuttle (Split)
- Novair (Chania)
- Pegasus Airlines (Antalya)
- Scandinavian Airlines (Alicante, Burgas, Chania, Heraklion, Rhodos, Santorini, Split)
- SunExpress (Antalya)
- Thomas Cook Airlines Scandinavia (Antalya, Chania, Rhodos, Varna)